# Jõksi järv
Jõksi järv är en sjö i södra Estland. Den ligger i Kanepi kommun i landskapet Põlvamaa, 200 km sydost om huvudstaden Tallinn. Jõksi järv ligger 116 meter över havet. Arean är 0,65 kvadratkilometer. Den är ganska djup med ett största djup på 23,8 meter. Såväl tillflöde som utflöde utgörs av Estlands längsta flod, Võhandu jõgi. Därtill mynnar ett mindre vattendrag i sjön vars källa är sjön Piigandi järv som är belägen en dryg kilometer åt nordöst belägna. Byn Jõksi ligger utmed sjöns norra strand och småköpingen Kanepi utmed Jõksi järvs södra strand.    
Trakten ingår i den hemiboreala klimatzonen. Årsmedeltemperaturen i trakten är 2 °C. Den varmaste månaden är juli, då medeltemperaturen är 18 °C, och den kallaste är januari, med −13 °C.

### Fotnoter
1. ↑  Jõksi Järv hos Geonames.org (cc-by); post uppdaterad 2012-05-05; databasdump nerladdad 2015-09-05
2. ↑  Peel, M C; Finlayson, B L; McMahon, T A (2007). ”Updated world map of the Köppen-Geiger climate classification”. Hydrology and Earth System Sciences 11:  sid. 1633-1644. doi:10.5194/hess-11-1633-2007. http://www.hydrol-earth-syst-sci.net/11/1633/2007/hess-11-1633-2007.html. Läst 30 januari 2016.
3. ↑  ”NASA Earth Observations Data Set Index”. NASA. Arkiverad från originalet den 10 maj 2020. https://web.archive.org/web/20200510015442/https://neo.sci.gsfc.nasa.gov/dataset_index.php. Läst 30 januari 2016.